# Parafia Matki Bożej Różańcowej w Kiełczowie
Parafia Matki Bożej Różańcowej w Kiełczowie – znajduje się w dekanacie Wrocław północ III (Psie Pole) w archidiecezji wrocławskiej. Erygowana w 1972 roku.
Obsługiwana przez księży archidiecezjalnych. Jej proboszczem jest od momentu jej erygowania ks. mgr Maciej Spisz RM

## Parafialne księgi metrykalne
| Księgi metrykalne | Okres ewidencji |
| ----------------- | --------------- |
| chrztów           | 1972 -          |
| ślubów            | 1972 -          |
| zgonów            | 1972 -          |